# Louise de Hesse-Darmstadt (1761-1829)
Ne doit pas être confondu avec Louise de Hesse-Darmstadt.
Titres
Grande-duchesse de Hesse et du Rhin
14 août 1806 – 24 octobre 1820
(14 ans, 2 mois et 10 jours)
Landgravine de Hesse-Darmstadt
6 avril 1790 – 14 août 1806
(16 ans, 4 mois et 8 jours)
Louise Henriette Caroline de Hesse-Darmstadt (15 février 1761 - 24 octobre 1829), est la première grande-duchesse de Hesse et du Rhin par mariage.

## Biographie
Louise est la fille de Georges-Guillaume de Hesse-Darmstadt (1722-1782) de son mariage avec Maria Louise de Leiningen-Dagsbourg-Falkenbourg (1729-1818), fille du comte Christian-Charles-Reinhard de Leiningen-Dagsbourg-Falkenbourg.
La princesse et sa sœur Charlotte de Hesse-Darmstadt, future duchesse de Mecklembourg-Strelitz, sont en 1770 dans l'entourage de Marie Antoinette, venant en France pour son mariage. Louise échange de lettres avec la reine de France jusqu'en 1792.
Elle épouse le 19 février 1777 à Darmstadt, son cousin le prince héréditaire Louis Ier de Hesse (1753-1830). Son mari règne sur la Hesse-Darmstadt à partir de 1790, comme le landgrave Louis X et à partir de 1806 comme Louis Ier, grand-duc de Hesse et du Rhin.
Louise passe les mois d'été depuis 1783 dans le parc du camp princier (de), et y meurt en 1829. La grande-duchesse est décrite comme aimable et vénérée par le peuple.
Johann Wolfgang von Goethe est resté à sa cour et Friedrich Schiller a lu son Don Carlos dans son salon. Il a été dit que Napoléon Ier a promis à la belle Louise, qu'il croyait être l'une des femmes les plus habiles de son temps, qu'il allait lui donner une couronne.
Luisenstraße et Luisenplatz (de) à Darmstadt sont nommés d'après Louise.

## Descendance
De son mariage avec Louis, Louise a les enfants suivants:
- Louis II, grand-duc de Hesse (1777-1848), épouse en 1804 Wilhelmine de Bade (1788-1836)
- Louise (de) (1779-1811), en 1800, elle épousa Louis d'Anhalt-Köthen (de) (1777-1802)
- Georges (de) (1780-1856), en 1804, il épousa Charlotte von Nidda (es) (1786-1862) dont il divorcera en 1827. (qui se remarie en 1829 à Louis, marquis du Mont Sainte-Marie)
- Frédéric (de)  (14 mai 1788-16 mars 1867)
- Émile (1790-1856)
- Gustave  (1791-1806)